# Esercito imperiale del Manciukuò
L'Esercito Imperiale del Manciukuo era la forza armata, creata dal Giappone, dello stato fantoccio del Manciukuò.

## Storia

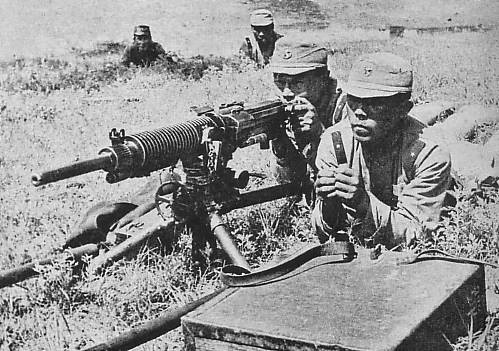
Esercitazioni militari dell'Esercito Imperiale del Manciukuò

Dopo l'Incidente di Mukden, l'esercito imperiale giapponese ereditò circa 60.000 uomini inquadrati nelle truppe dell'Esercito del Nordest, al comando del maresciallo Zhang Xueliang, che si arresero ai giapponesi insieme ai loro generali. Tra questi rinnegati cinesi vi erano anche molte unità isolate che furono catturate dai giapponesi durante la rapida invasione della Manciuria lungo le linee ferroviarie, e comprendevano:
- Tenente Generale Xi Qia dell'Armata Kirin.
- Generale Chang-Hai Peng dell'Armata di Reclamazione di Hsingan.
- Generale Zhang Jinghui del Distretto Speciale Harbin.

L'esercito Imperiale del Manciukuo era formato da queste forze, dopo la creazione dello stato del Manciukuò nel marzo 1932. Inizialmente furono equipaggiati con l'armamento requisito dagli arsenali all'Armata del Nordest. Molti degli uomini che furono arruolati erano inesperti o facevano parte delle forze irregolari. In molti casi erano dediti all'uso dell'oppio e tossicodipendenti, dimostrando scarse capacità di combattimento. Inoltre, molti erano semplicemente mercenari disposti a combattere per la parte che forniva la più alta retribuzione e, di conseguenza, l'affidabilità, se non la fedeltà, di molte unità del primo Esercito Imperiale del Manciukuo era discutibile.
Nel mese di agosto del 1932, un'unità di 2.000 uomini disertò dalla propria guarnigione a Wukimiho, prendendo le armi per unirsi alla guerriglia anti-giapponese. Allo stesso modo, il 7º Cavalleria si ribellò, circa nello stesso periodo. Secondo una classifica ufficiale giapponese, la principale fonte di armi contro le forze armate giapponesi e del Manciukuo è stato lo stesso esercito del Manciukuo, e vi sono stati una serie di casi in cui le truppe del Manciukuo scesero in battaglia solamente per disertare ed unirsi in massa alle truppe del nemico. La diserzione più importante è stata quella del generale ed ex ministro della guerra del Manciukuo Ma Zhanshan (nel mese di aprile del 1932) dalla Guardia Provinciale dell'Esercito di Heilongjiang, con diverse migliaia di uomini e con molti pezzi di artiglieria.
Nella sua prima forma l'Esercito Imperiale del Manciukuo è stato organizzato in sette Armate Provinciali di Guardie (una per ciascuna provincia), per un totale di oltre 111.000 uomini. Una Brigata di Cavalleria indipendente fu istituita per fornire una guarnigione a difesa della capitale di Changchun e, nel febbraio del 1933, fu creata la Guardia imperiale del Manciukuò, formata da uomini di etnia Manciù, al fine di garantire la protezione dell'imperatore Pu Yi e degli alti funzionari del governo.
Nel 1934 i nuovi regolamenti stabilirono che solo gli ufficiali che si erano formati presso scuole approvate dal governo del Manciukuo avrebbero potuto servire nell'Esercito Imperiale del Manciukuo. Queste disposizioni servirono ad eliminare i restanti inaffidabili dell'ex Esercito del Nordest, e per innalzare gli standard e la formazione delle forze armate nel loro complesso. È stato anche uno dei primi passi per tentare di rompere la tradizione dei signori della guerra, secondo la quale i generali al comando di un esercito provinciale vedevano le loro aree di comando come un feudo personale per il proprio arricchimento.
Nel 1938, furono aperte le accademie militari di formazione a Mukden ed Hsinking.

## Uniformi
Inizialmente l'Esercito Imperiale del Manciukuo ebbe dei problemi derivanti dal fatto che l'uniforme dei suoi componenti era indistinguibile da quella delle forze anti-giapponesi. Questo problema fu eliminato dal 1934, con le nuove divise in uno stile simile a quello dei membri dell'Esercito imperiale giapponese, ed utilizzando un sistema di codifica a colori delle mostreggiature apposte sul colletto (nero per la polizia militare, rosso per la fanteria, verde per la cavalleria, giallo per l'artiglieria, marrone per il genio e blu per i trasporti).

## Armi

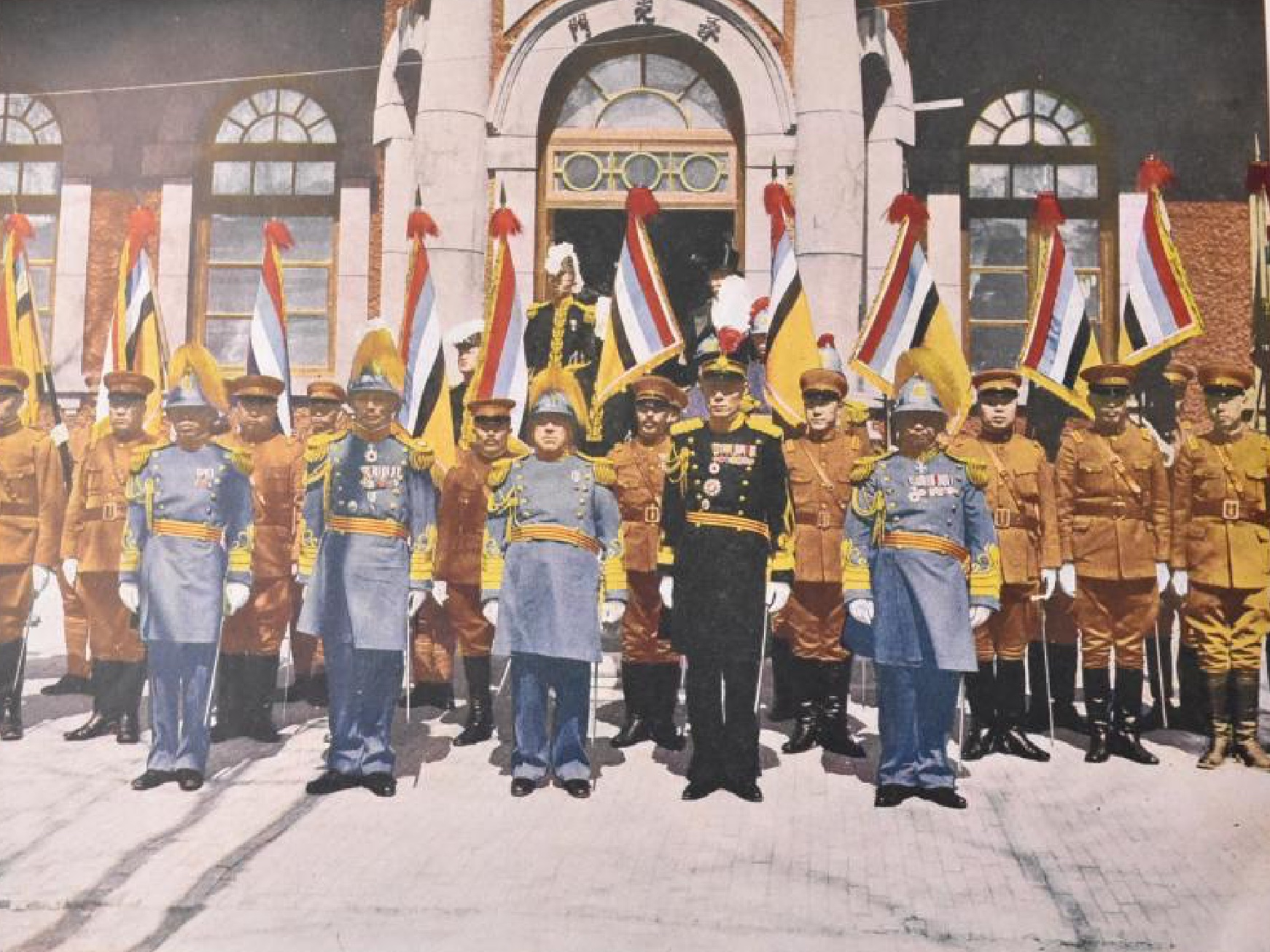
Generali dell'Esercito Imperiale del Manciukuo.

Il primo Esercito Imperiale del Manciukuo ereditò un miscuglio di armi dall'ex arsenale di Guomindang, che creò enormi problemi di manutenzione e di fornitura. Ad esempio, vi erano 26 tipi di fucili ed oltre 20 tipi di pistole in uso nel 1932.
Una delle priorità fu l'unificazione dell'armamento, introducendo come dotazione standard il fucile Type 38, insieme alla mitragliatrice Type 3 e alla mitragliatrice Type 11. Le unità d'artiglieria furono equipaggiate con il cannone da campo Type 38 e il cannone da montagna Type 41 da 75 mm.
Nel 1935, 50.000 fucili da cavalleria Type 38 furono importati dal Giappone, mentre le mitragliatrici vennero sostituite nel corso dei due o tre anni seguenti. Con l'inizio della guerra del Pacifico, la dotazione delle armi dell'Esercito Imperiale del Manciukuo è stata quasi identica a quella dell'esercito giapponese. Le pistole Mauser furono utilizzate dai soldati mentre gli ufficiali avevano in dotazione pistole Browning e Colt.
Un arsenale militare venne creato a Fengtien per la produzione di fucili, mitragliatrici e artiglieria. Le munizioni e le armi di piccolo calibro furono invece acquistate presso alcune fabbriche private nel Manciukuò.

### Armamento leggero della fanteria
L'armamento standard in dotazione alla fanteria dell'Esercito Imperiale del Manciukuo comprendeva:
- Pistola Mauser Type 1
- Pistola Mauser Type 2 o 3
- Pistola Browning Hi-Power
- Pistola Colt M1911
- Fucile Type 38 (compresa variante carabina)
- Fucile Type 99
- Mitragliatrice Type 11
- Mitragliatrice leggera ZB vz. 26
- Mitragliatrice Type 96
- Mitragliatrice Type 3
- Mitragliatrice Type 92

### Artiglieria
- Cannone Type 38
- Cannone da montagna Type 41
- Cannone da montagna Krupp
- Mortaio cinese da 70 mm
- Cannone cinese da 75 mm
- Bomba a mano (stick type)
- Granata Type 10

## Mezzi militari
Data l'efficacia dimostrata dai mezzi corazzati delle unità sovietiche nella Battaglia di Khalkhin Gol e in altri scontri lungo la frontiera, è sorprendente come non fu posto l'accento sullo sviluppo di carri armati da parte delle forze armate giapponesi e del Manciukuo. L'Esercito Imperiale del Manciukuo aveva un certo numero di autoblindo costruiti dall'Isuzu e modificati dall'azienda del Manciukuo Dōwa Automotive Industries Co. Ltd.. Dal 1943, circa 10 tankette Type 94 TK furono trasferite dalle forze armate giapponesi all'esercito del Manciukuo allo scopo di formare una compagnia blindata. Durante la guerra fu sviluppata una versione locale del carro armato leggero Mitsubishi (Type 95 Ha-Go) in uso presso le scuole di formazione per carristi, ma non raggiunse notevoli risultati operativi.

## Organizzazione

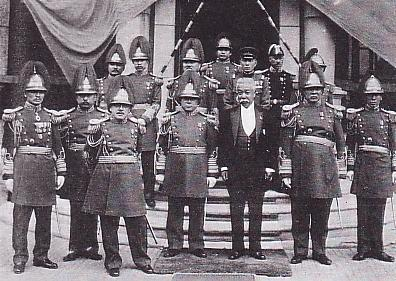
Ufficiali dell'Esercito Imperiale del Manciukuo.

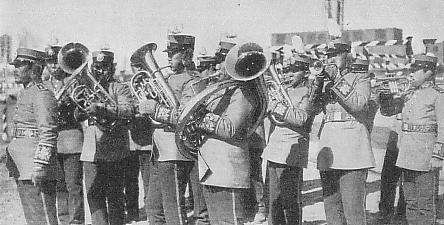
Banda militare dell'Esercito Imperiale del Manciukuo.

### Organizzazione dal 1932
L'organizzazione del primo Esercito Imperiale del Manciukuo è riportata nell'elenco sottostante. Il numero di componenti delle diverse unità è riportato tra parentesi. Alla sua fondazione l'Esercito Imperiale del Manciukuo era formato da 111.044 uomini.
- Armata Guardie Fengtien - (20.541 uomini) 
  - Quartier Generale (678)
  - Unità di addestramento (2.718)
  - 1ª Brigata Mista (2.467)
  - 2ª Brigata Mista (2.104)
  - 3ª Brigata Mista (2.467)
  - 4ª Brigata Mista (1.755)
  - 5ª Brigata Mista (1.291)
  - 6ª Brigata Mista (2.238)
  - 7ª Brigata Mista (2.014)
  - 1ª Brigata di Cavalleria (1.098)
  - 2ª Brigata di Cavalleria (1.625)
- Armata Guardie Kirin - al comando del Generale Xi Qia (34.287 uomini)
  - Quartier Generale (1.447)
  - 2° Unità di addestramento (2.718)
  - Distaccamento Fanteria (1.163)
  - Distaccamento Cavalleria (1.295)
  - 1ª Brigata di Fanteria (2.301)
  - 2ª Brigata di Fanteria (2.343)
  - 3ª Brigata di Fanteria (2.496)
  - 4ª Brigata di Fanteria (3.548)
  - 5ª Brigata di Fanteria (3.244)
  - 7ª Brigata di Fanteria (2.343)
  - 8ª Brigata di Fanteria (2.301)
  - 1ª Brigata di Cavalleria (1.867)
  - 2ª Brigata di Cavalleria (1.598)
  - 3ª Brigata di Cavalleria (1.598)
  - 4ª Brigata di Cavalleria (2.037)
  - Unità Yilan (706)
- Guardie ferroviarie Kirin (Armata ferroviaria Manciuria del Nord)
  - HQ (151)
  - Unità Sanrin (1.452)
- Flotta di Difesa Fluviale (640 uomini)
- Armata Guardie Heilongjiang - al comando del Generale Ma Zhanshan (25.162 uomini)
  - Quartier Generale (1.016)
  - 3° Unità di addestramento (2.718)
  - 1ª Brigata Mista (3.085)
  - 2ª Brigata Mista (3.085)
  - 3ª Brigata Mista (3.085)
  - 4ª Brigata Mista (3.085)
  - 5ª Brigata Mista (1.934)
  - 1ª Brigata di Cavalleria (2.244)
  - 2ª Brigata di Cavalleria (2.244)
  - 3ª Brigata di Cavalleria (2.666)
- Armata Hsingan (4.374)
  - Guarnigione Sud Hsingan (1.682)
    - 3º e 4º Reggimento di Cavalleria

  - Guarnigione Est Hsingan (1.818)
    - 5º e 6º Reggimento di Cavalleria

  - Guarnigione Nord Hsingan (874)
    - 7º e 8º Reggimento di Cavalleria
- Armata Taoliao - al comando del Generale Chang Hai-peng (17.945 uomini)

### Riorganizzazione del 1934
Nell'agosto del 1934 l'Esercito Imperiale del Manciukuo fu riorganizzato in cinque distretti militari, ciascuno suddiviso in due o tre zone. Ad ogni zona erano assegnate una o due Brigate Miste, così come un'unità di formazione. Le Brigate Miste erano formate da uno o due Reggimenti di Fanteria, un Reggimento di Cavalleria ed una compagnia d'artiglieria o di mortaisti, con un totale di 2.414 uomini, 817 cavalli (in un reggimento di fanteria da due unità) oppure 1.515 uomini, 700 cavalli (in un reggimento di fanteria monounità). Le Brigate di Cavalleria erano formate da tre Reggimenti di Cavalleria ed una compagnia d'artiglieria o di mortaisti, con un totale di 1.500 uomini e 1.500 cavalli. L'Esercito Imperiale del Manciukuo era quindi costituito, nel complesso, da 72.329 uomini. La nuova organizzazione comprendeva;
- 1º Distretto Militare Fengtien - al comando del Generale Yu Chih-shan (12.321 uomini)
  - 6 Brigate Miste
- 2º Distretto Militare Kirin - al comando del Generale Chi Hsing (13.185 uomini)
  - 4 Brigate Miste, 3 Brigate di Cavalleria
- 3º Distretto Militare Qiqihar - al comando del Generale Chang Wen-tao (13.938 uomini)
  - 5 Brigate Miste, 1 Brigata di Cavalleria
- 4º Distretto Militare Harbin - al comando del Generale Yu Cheng-shen (17.827 uomini)
  - 8 Brigate Miste, 1 Brigata di Cavalleria
- 5º Distretto Militare Chengde - al comando del Generale Chang Hai-peng (9.294 uomini)
  - 3 Brigate Miste, 1 Brigata di Cavalleria
- Unità Indipendenti:
  - Armata Guardie Est Hingganling
  - Armata Guardie Ovest Hingganling
  - Armata Guardie Nord Hingganling
  - Armata Guardie Sud Hingganling
  - Armata Guardie Seian
  - 1ª Brigata di Cavalleria Xingjing
  - Flotta Fluviale

### Organizzazione del 1944
Dal 1944 i soldati dell'Esercito Imperiale del Manciukuo furono incrementati ad oltre 200.000 unità, secondo fonti dei servizi segreti sovietici. L'esercito era composto dalle seguenti unità:
- 1ª Divisione (3 reggimenti di fanteria, 1 reggimento d'artiglieria);
- 1ª Brigata Guardie (2 reggimenti di fanteria in 2 battaglioni, 1 compagnia di mortaisti);
- 1ª Divisione Cavalleria, (2 brigate di cavalleria, 1 battaglione d'artiglieria a cavallo);
- 10 Brigate di Fanteria, (2 reggimenti di fanteria in 2 battaglioni, 1 compagnia di mortaisti);
- 6 Brigate di Cavalleria, (2 reggimenti di cavalleria, 1 batteria d'artiglieria a cavallo);
- 21 Brigate Miste, (1 reggimento di fanteria, 1 reggimento di cavalleria, 1 batteria d'artiglieria da montagna);
- 2 Brigate Indipendenti;
- 7 Reggimenti Indipendenti di Cavalleria;
- 11 Unità d'Artiglieria (una per Distretto);
- 5 Reggimenti di Contraerea.

### Organizzazione del 1945
Nel 1945 l'Esercito Imperiale del Manciukuo era composto da:
- 8 Divisioni di Fanteria
- 7 Divisioni di Cavalleria
- 14 Brigate di Fanteria e Cavalleria